# Wiktor Alter

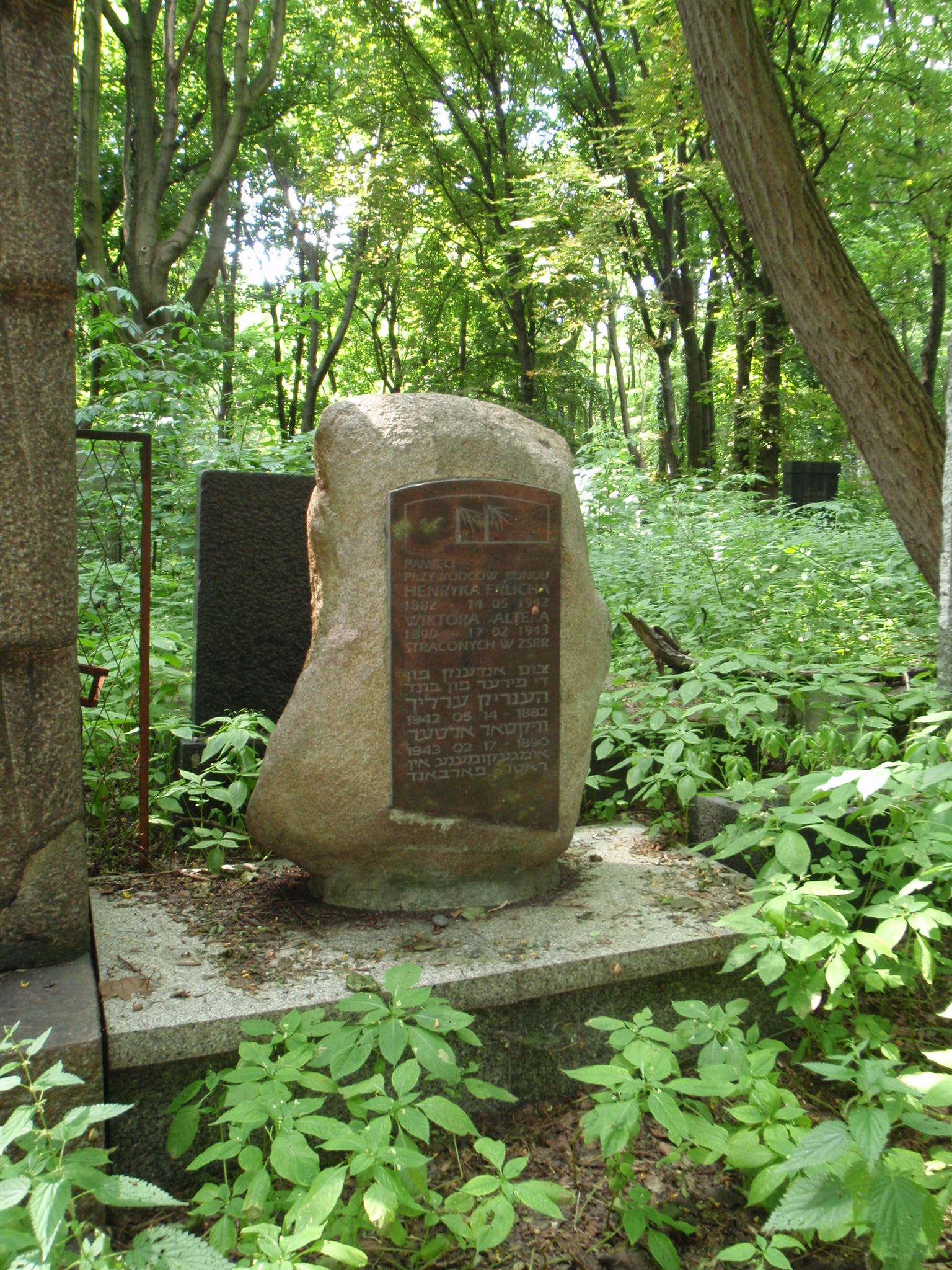
Symboliczny grób Wiktora Altera i Henryka Ehrlicha na cmentarzu żydowskim w Warszawie

Wiktor Alter, jid. וויקטאָר אַלטער (ur. 20 grudnia 1890 w Mławie, zm. 17 lutego 1943 w Kujbyszewie) – polsko-żydowski działacz socjalistyczny związany z partią Bund, publicysta. Członek egzekutywy II Międzynarodówki.

## Życiorys
Urodził się 20 grudnia 1890 w Mławie, w rodzinie Izraela i Symy z Hornów. Po śmierci ojca rodzina przeprowadziła się do Warszawy. Brał udział w strajku szkolnym w 1905 w Gimnazjum Wojciecha Górskiego w Warszawie. W 1905 wstąpił do Bundu.
Wyjechał do Belgii. Po studiach na Uniwersytecie Gandawskim, gdzie uzyskał dyplom inżyniera mechanika, oraz Liège, powrócił w 1912 do Warszawy. W kwietniu 1913 został aresztowany, przez władze rosyjskie, za działalność w Bundzie i zesłany na Syberię. Po ucieczce udał się do Wielkiej Brytanii, gdzie wstąpił do Partii Pracy. W czasie I wojny światowej uczestniczył w kampanii na rzecz odmowy służby wojskowej. Po rewolucji lutowej i obaleniu caratu przeniósł się do Rosji. Po przewrocie bolszewickim (rewolucji październikowej) został w grudniu 1917 członkiem Komitetu Centralnego Bundu. W lipcu 1918 brał udział w Konferencji Delegatów Robotniczych i Żołnierskich. Został aresztowany przez Czeka, lecz został zwolniony i wyjechał do Warszawy. Na forum Warszawskiej Rady Delegatów Robotniczych sprzeciwiał się wojnie z Rosją Sowiecką i domagał się poparcia strajku w fabrykach wojskowych.
Działał w kierownictwie polskiego Bundu. W okresie międzywojennym był czołowym działaczem lewego skrzydła Bundu. Początkowo opowiadał się przeciwko przystąpieniu Bundu do Kominternu. Od 1934 był zwolennikiem współpracy z Komunistyczną Partią Polski. Był członkiem kilku Rad Miejskich Warszawy, zaś w latach 1927–1936 był ławnikiem Magistratu. Był współredaktorem i publicystą „Fołks-Cajtung”.
Po agresji ZSRR na Polskę we wrześniu 1939 znalazł się na terytorium okupacji sowieckiej. Wedle różnych źródeł został aresztowany przez NKWD już 26 lub 29 września 1939 w Lidzie. Został skazany na karę śmierci, zamienioną na 10 lat więzienia. Odbył dwa lata tej kary, po czym został zwolniony na mocy amnestii po zawarciu układu Sikorski-Majski w październiku 1941. Zaczął organizować Międzynarodowy Żydowski Komitet Antyfaszystowski. W tym czasie nawiązał współpracę ze Stanisławem Kotem, ambasadorem Polski w ZSRR. Sprzeciwiał się tworzeniu odrębnych żydowskich oddziałów w ramach armii Andersa. 4 grudnia 1941 został aresztowany w Kujbyszewie i następnie w niewyjaśnionych okolicznościach zamordowany przez NKWD. Według niektórych informacji został on wraz z Henrykiem Ehrlichem już 23 grudnia 1941 skazany na karę śmierci i natychmiast, jeszcze w grudniu 1941, rozstrzelany. Według innych wykonanie wyroku nastąpiło w lutym 1943.
W lutym 1943 władze ZSRR, wkrótce po zakończeniu bitwy o Stalingrad ostatecznie poinformowały o straceniu Wiktora Altera „za szpiegostwo na rzecz Hitlera”. Jego symboliczny grób znajduje się na cmentarzu żydowskim przy ulicy Okopowej w Warszawie, odsłonięty 17 kwietnia 1988. W 1951 jego prace Człowiek w społeczeństwie oraz Socjalizm walczący zostały wycofane z polskich bibliotek oraz objęte cenzurą.

## Publikacje
Wiktor Alter wydał kilka książek, w tym:
- 1937: Antysemityzm gospodarczy w świetle cyfr[8]
- 1935: „Jedność” i „Plan”
- 1934: Gdy socjaliści dojdą do władzy...![9]
- 1926: Socjalizm walczący

Opublikował także liczne artykuły w prasie socjalistycznej.